# Козьминых, Виктор Константинович
Виктор Константинович Козьминых (1888, Оренбургская губерния — 17 июня 1922, Новониколаевск) — штабс-капитан царской армии, капитан Белого движения, начальник контрразведывательного отделения IV Оренбургского армейского корпуса и отряда атамана А. И. Дутова, расстрелян по делу генерала А. С. Бакича.

## Биография
Родился в 1888 году в станице Кособродской третьего военного отдела Оренбургского казачьего войска — появился на свет на приисках в мещанской семье родом из Пермской губернии. Окончил Екатеринбургское реальное училище, после чего поступил на юридический факультет Санкт-Петербургского университета — в начальный период Первой мировой войны, в 1914 году, являлся студентом-юристом четвёртого курса свежепереименованного Петроградского университета.
Был зачислен во Владимирское военное училище, из которого выпустился в начале февраля 1916 года в звании прапорщика: отмечалось, что он владел французским языком. По состоянию на 1917 год имел чин штабс-капитана — капитаном он стал в период Гражданской войны, не ранее октября 1919 года.
В 1916 году проходил службу в 127-м запасном пехотном батальоне в Уфе, после чего он стал участником боевых действий Великой войны: оказался на Румынском фронте в 39-м Сибирском стрелковом полку на должности младшего офицера седьмой роты. Позже был переведён в шестую рота, а после этого стал командиром седьмой роты. Был назначен начальником команды службы связи.
После начала Гражданской войны, в июле 1918 года, стал рядовым Троицкой офицерской роты. В следующем месяце получил должность начальника команды пополнения в Башкирском 5-м стрелковом полку, расквартированном в Верхнеуральске. Затем, с сентября 1918 по февраль 1919 года, служил в Троицком контрразведывательном отделении белой армии. С апреля стал начальником Верхнеуральского контрразведывательного отделения — был на этом посту до сентября.
С октября 1919 года возглавил контрразведывательное отделение IV Оренбургского армейского корпуса и отряда атамана А. И. Дутова. После поражения белых войск на Урале и в Сибири, в марте 1920 года эмигрировал в Западный Китай. В 1921 году принял участие в походе в Монголию — в результате в декабре попал в плен под Уланкомом.
Был судим в Новониколаевске в мае 1922 года: приговорен к высшей мере наказания — расстрелу — за то, «что принимал участие в вооруженном восстании в районе Петропавловска и с отрядом /хорунжего/ Токарева скрылся на территории Китая». Согласно материалам дела на момент вынесения приговора из имущества он имел «за отцом» дом и участок земли в аренде.

## Семья
В официальном браке не состоял.